# Coppo

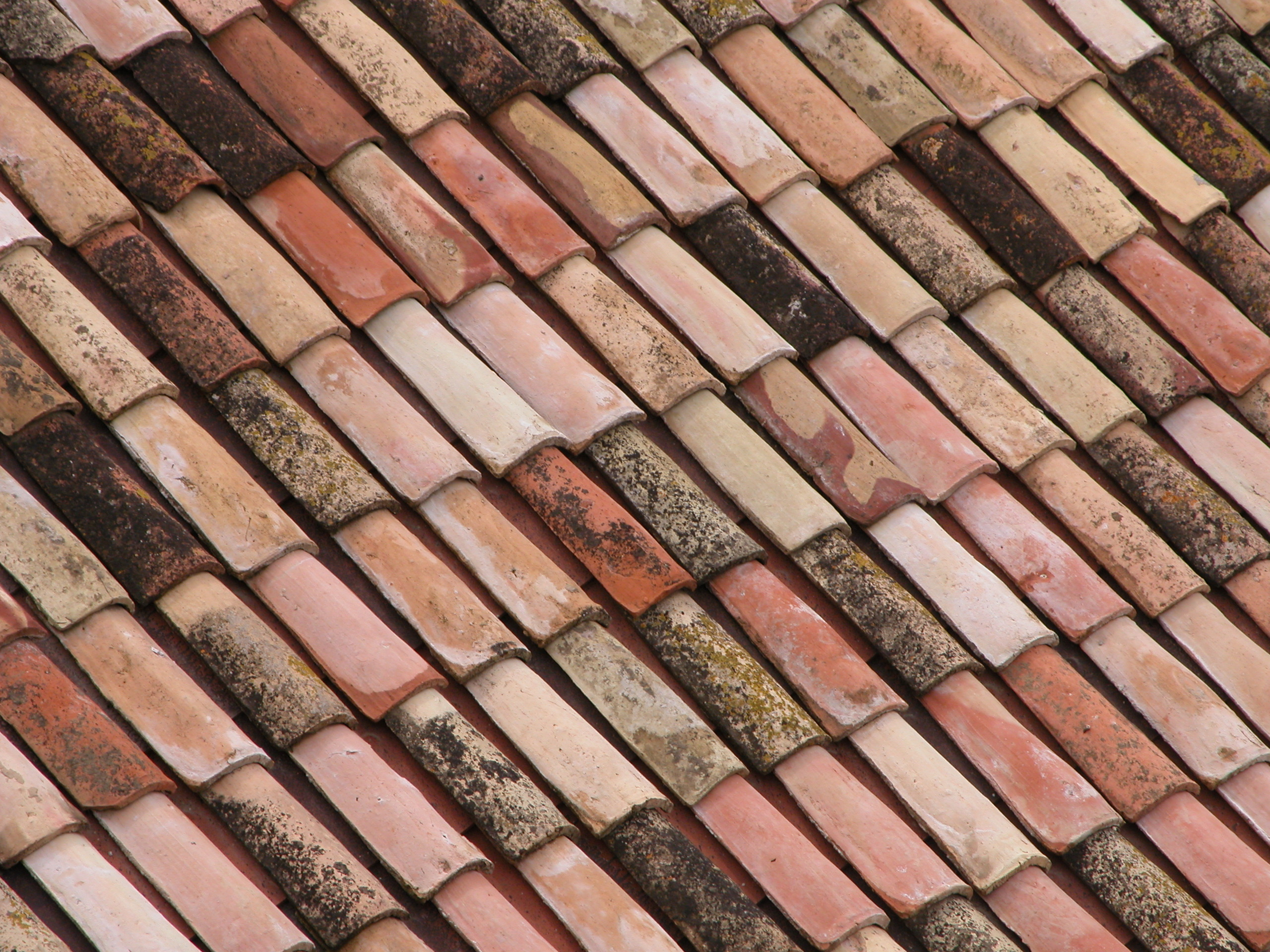
Un tetto di coppi

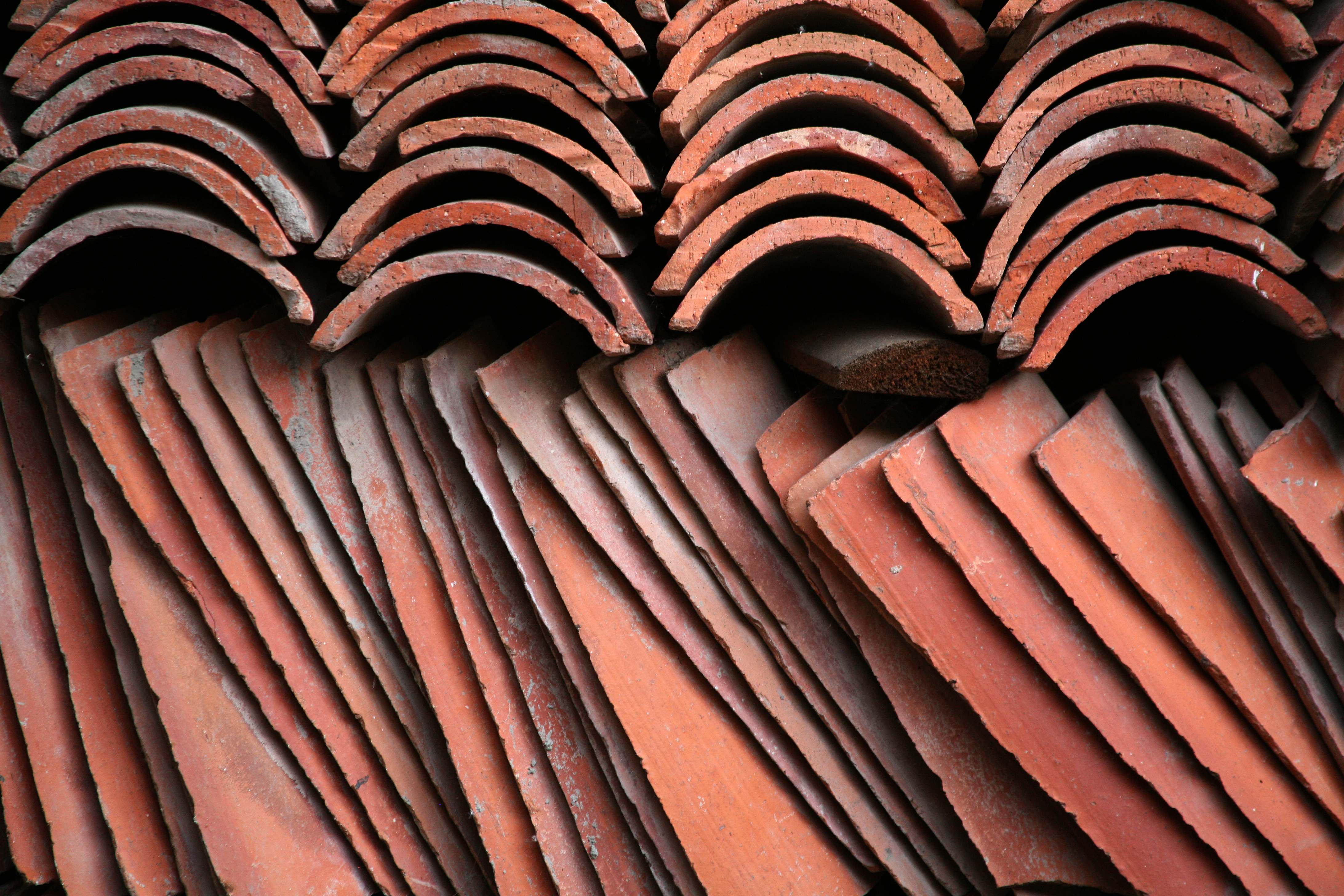
Deposito di coppi

Il coppo, o tegola curva, localmente detta anche "canale", prodotto tradizionalmente per stampaggio ed industrialmente per estrusione, ha pressappoco la forma di un terzo di tronco di cono. Le dimensioni tipiche, variabili nelle varie tradizioni regionali (coppo veneto, coppo piemontese, ecc.) sono di 45–50 cm di lunghezza per una larghezza di 13–20 cm.
Il fabbisogno per metro quadrato di copertura è piuttosto variabile a causa della misura di sovrapposizione molto flessibile. Tuttavia occorrono circa 28-30 coppi, da disporre inferiormente per file convesse (canali) e superiormente per file concave (coperte), con sormonti di 6 cm circa; ne deriva un peso a metro quadrato di circa 60–66 kg.
La pendenza della falda non è in genere inferiore a 30%.
Era largamente usato già dagli antichi romani, ma conosciuto anche da greci ed etruschi. La sua diffusione in epoca storica comprendeva l'Europa meridionale e tutto il Mediterraneo, compreso il mondo arabo.
Rappresenta il tipo di tetto più diffusa in Italia. Ha l'inconveniente di tendere nel tempo a scivolare verso il basso; per assicurare stabilità di posizione, sono in commercio versioni dotate di semplici sistemi che permettono di ancorare insieme un coppo con l'altro. 

## Disposizioni del manto
Il coppo viene utilizzato tradizionalmente in due diverse disposizioni del manto di copertura:
- quella sopra descritta che prevede file parallele alterne, concave e convesse, di coppi, che è diffusa sia nell'Italia settentrionale, che in quella meridionale e che a volte prende la definizione di "alla diavola".
- la disposizione alternata con gli embrici (tegole piane) diffusa principalmente nell'Italia centrale e che a volte prende la definizione di "alla romana" o alla "fiorentina". In effetti in Toscana è stata utilizzata in via praticamente esclusiva fino all'avvento di tipologie di tegole più moderne.

Entrambe le disposizioni, consentendo un'ampia tolleranza di sovrapposizione sia longitudinale che trasversale, si adattano anche a coperture di geometria complessa.

## Produzione moderna
La produzione moderna presenta modelli innovativi di conformazione complessa, impiegati al posto del coppo tradizionale, finalizzati ad assicurare una maggiore velocità di posa, maggiore stabilità rispetto al vento e vibrazioni, e minore manutenzione. Tra questi, per esempio, la tegola ottenuta concettualmente dall'unione di un coppo di canale ed uno di copertura (in sezione, essendo il susseguirsi di due "U" una concava ed una convessa, è assimilabile ad una "S"). Tali modelli, nelle ristrutturazioni, non consentono tuttavia di rispettare l'aspetto estetico e tipologico precedente e generalmente il loro uso non è consentito nei centri storici.
Sono presenti sul mercato prodotti di varie colorazioni ottenute con diverse qualità di argilla o aggiungendo all'impasto ossidi naturali.
Vengono prodotti anche tegole e coppi smaltati o "antichizzati", che cercano di imitare  l'aspetto delle coperture invecchiate per l'azione del tempo e degli agenti atmosferici.